# Jack Sheldon
Pour les articles homonymes, voir Sheldon.
Jack Sheldon, né le 30 novembre 1931 à Jacksonville (Floride) et mort le 27 décembre 2019, est un trompettiste et chanteur de jazz américain.
Il mène aussi une carrière d'acteur et d'animateur de programmes télévisés.

## Biographie

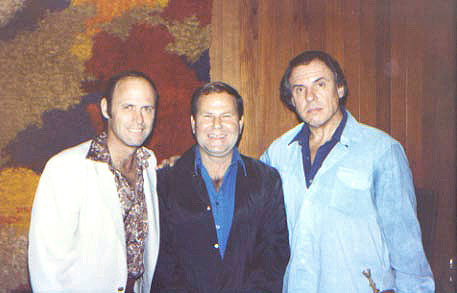
Jack Sheldon entre Bubba Kolb et Ira Sullivan au Village Jazz Lounge de Walt Disney World Resort.

Jack Sheldon commence sa carrière professionnelle à l'âge de 13 ans. En 1947, il s'engage dans l'armée de l'air et joue dans un orchestre militaire. Libéré, il s'installe à Los Angeles où il mène une carrière de musicien « free lance », se produisant dans des formations de jazz et travaillant pour les studios californiens. Il participe à l'enregistrement de nombreuses musiques de films et d'albums de « variété » ou de « pop » (Peggy Lee, Julie London, Sammy Davis, Jr., Tom Waits, the Monkees, etc.)
Jack Sheldon est un des trompettistes les plus représentatifs du jazz West Coast. On a pu l'entendre avec la plupart des représentants de ce « courant » : Art Pepper (The Return Of Art Pepper (1956), Art Pepper+Eleven : Modern Jazz Classics (1959), Smack Up (1960)), Jimmy Giuffre, Shelly Manne, Chet Baker, Dave Pell, Marty Paich, Bill Holman, John Graas, Curtis Counce, etc. À plusieurs reprises, il a aussi été membre, pendant plusieurs mois, de big bands (Stan Kenton, Woody Herman, Benny Goodman, etc.).

## Style musical
Le style de Jack Sheldon est difficilement « classable ». Son timbre est assez proche de celui de Chet Baker, Mais Sheldon peut être, selon l'occasion, un soliste au lyrisme sombre, un « beboper » musclé ou un trompettiste mainstream jovial.

## Télévision
Outre sa carrière de musicien, il mène, depuis les années 1960, une carrière d'acteur. Il travaille essentiellement pour la télévision (comique dans le « Steve Allen Show », vedette du sitcom « Run Buddy Run »...). Pendant des années, il a été coanimateur, acteur et chef d'orchestre pour le « Merv Griffin Show ».

## Discographie
- 1954 : The Quartet and the Quintet, Jazz West
- 1957 : Jack Sheldon and His All Star Band, GNP Crescendo
- 1957 : Jack's Groove, GNP
- 1961 : A Jazz Profile of Ray Charles
- 1962 : Out!, Capitol
- 1962 : Oooo, But it's Good, Capitol
- 1964 : Jack Sheldon Presents the Entertainers, VSOP
- 1968 : The Warm World of Jack Sheldon, Dot
- 1978 : Benny Goodman Live At Carnegie Hall, "Rocky Raccoon" Capitol
- 1979 : Singular, Beez
- 1980 : Angel Wings, (Atlas Records)
- 1980 : Playin' It Straight, Real Time
- 1983 : Stand by for Jack Sheldon, Concord Jazz
- 1984 : Blues in the Night, Phontastic
- 1986 : Playing for Change	, Uptown
- 1987 : Hollywood Heroes, Concord Jazz
- 1991 : On My Own, Concord Jazz
- 1992 : Jack Sheldon Sings, Butterfly
- 1995 : Jack is Back!, Butterfly
- 1997 : Live at Don Mupo's Gold Nugget, VSOP
- 2001 : Jack Sheldon & His All-Stars, GNP Crescendo
- 2007 : It's What I Do
- 2010 : Ho Ho Ho, MightyCore Music

Avec Curtis Counce
- You Get More Bounce With Curtis Counce originally released as Counceltation[2] (Contemporary, 1956)
- Landslide  (Contemporary, 1956)
- Sonority (Contemporary, 1958)
- Carl's Blues (Contemporary, 1960 - enregistré en 1957)
- The Complete Studio Recordings: The Master Takes (Gambit, 2006)

Avec Mel Lewis Sextet
- 1957 : Mel Lewis Sextet : Mel Lewis Sextet, Mode Records MOD LP #103

Avec Herbie Mann
- Great Ideas of Western Mann (Riverside, 1957)

Avec The Monkees
- The Birds, The Bees & The Monkees (Colgems, 1968)

Avec Art Pepper
- 1959 : Art Pepper : Art Pepper+Eleven : Modern Jazz Classics, Contemporary Records S-7568
- Smack Up (Contemporary, 1960)

Avec Cheryl Bentyne
- 2005 : Let Me Off Uptown (Telarc)

## Filmographie
- 1966 : Run Buddy Run (série télévisée) : Buddy Overstreet (épisodes inconnus)
- 1967 : He & She (série télévisée) : Additional Voices (épisodes inconnus)
- 1969 : Under the Yum Yum Tree (TV) : Charlie Prokter
- 1973 : Schoolhouse Rock! (série télévisée) (voix)
- 1973 : The Girl with Something Extra (série télévisée) : Jerry Burton (épisodes inconnus)
- 1976 : Un vendredi dingue, dingue, dingue (Freaky Friday) de Gary Nelson : Lloyd
- 1991 : For the Boys de Mark Rydell : Wally Fields
- 1993 : Jazz dans la nuit (TV) : Norman
- 1994 : Radioland Murders : Ruffles Reed
- 1996 : Escroc malgré lui (Dear God) : le trompettiste sans domicile
- 1997 série Mike Hammer, épisode : "l'oiseau chantant", rôle du trompettiste Dess Long
- 1998 : Histeria! (TV) : lui-même